# Nationaal park Kiskunság
Het Nationaal park Kiskunság (Hongaars: Kiskunsági Nemzeti Park) is een van de tien nationale parken van Hongarije.
Het park is op 1 januari 1975 officieel opgericht en heeft een oppervlakte van circa 567,61 km². Het park staat onder leiding en beheer van het Nationale Bureau voor Milieu- en Natuurbescherming. Kiskunság kent een zeer gevarieerd landschap met vele zand -en graspoesta’s, moerasgebieden, rietvelden en bossen en met vele draslanden. Het gebied ligt in het midden van het tweestromenland van de rivieren de Donau en de Tisza en bestaat uit zes niet-aaneengesloten onderdelen, waaronder de Bugac-poesta.

## Fauna
Het park is het paradijs voor de nationale vogel van Hongarije, de Grote trap.
Op de poesta's draven o.a. grote kuddes wilde paarden, runderen (grijsgrauw van kleur met grote hoorns), en schapen grazen op het grasland.

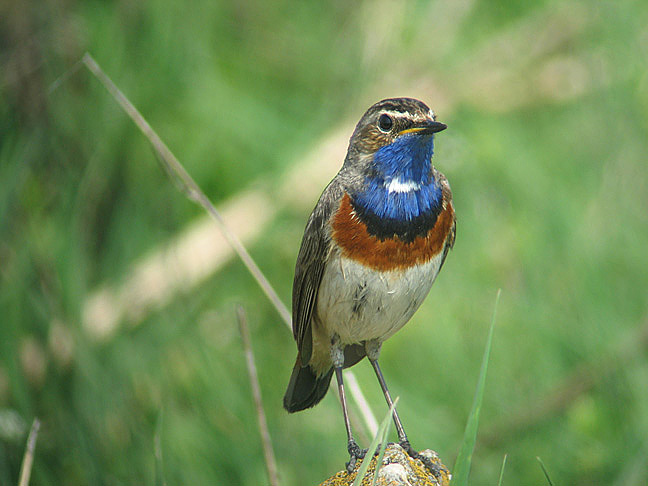
Blauwborst
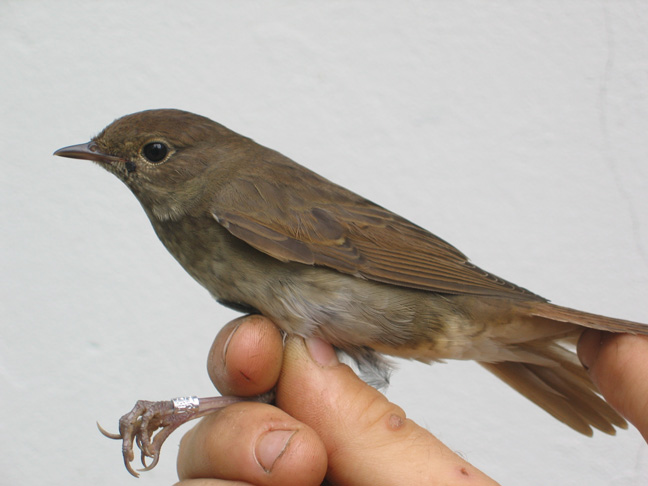
Noordse nachtegaal, augustus 2005
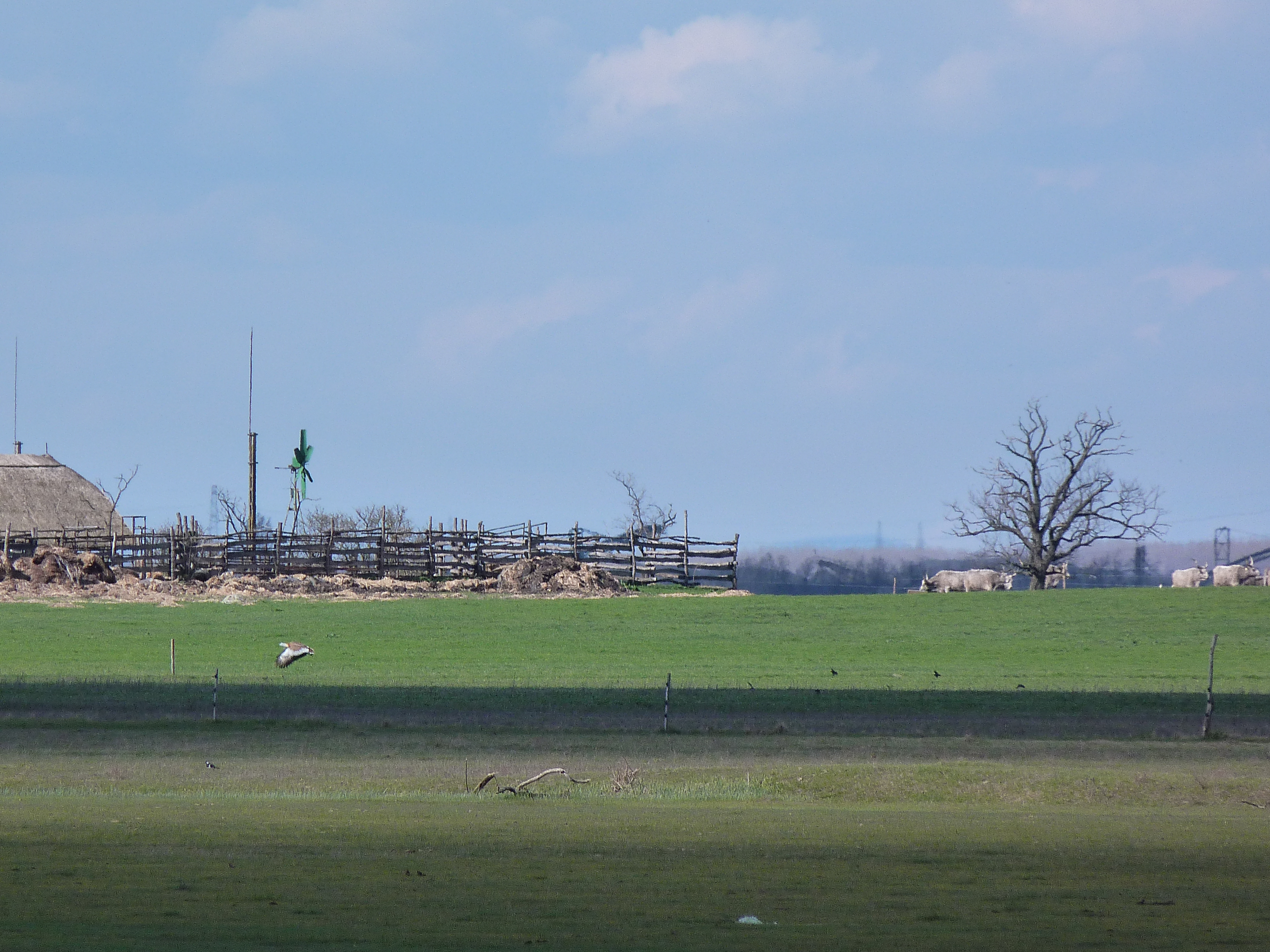
Hongaarse runderen

## Flora
Naast zoutmeren en zich verplaatsende zandduinen zijn er bossen, zandsteppen, veel grasland, alkalimeren en moerassen.
Typische inheemse planten groeien op de alkali- en kalkhoudende zandgronden en in de moeras- en overstromingsgebieden.

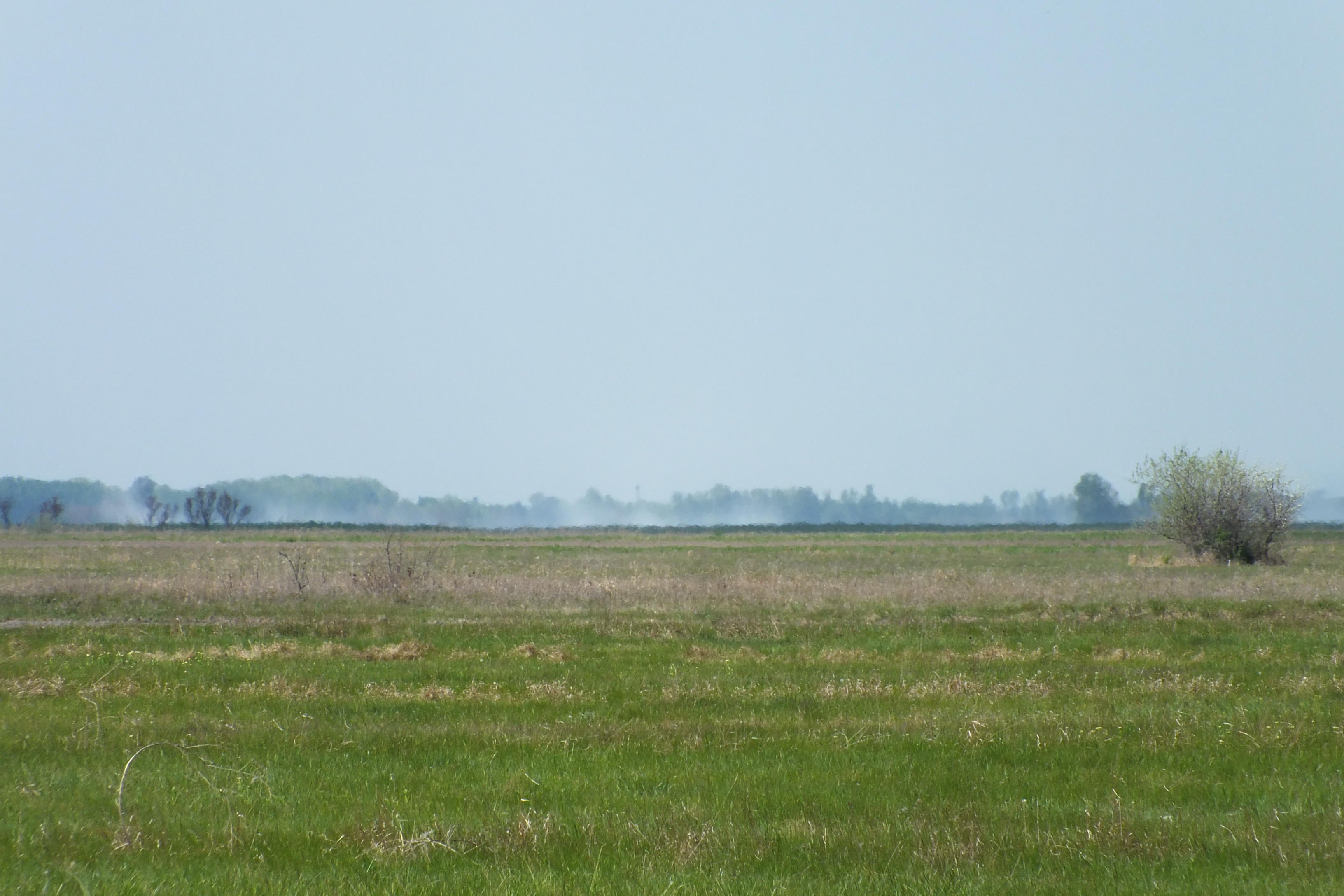
Grassteppe
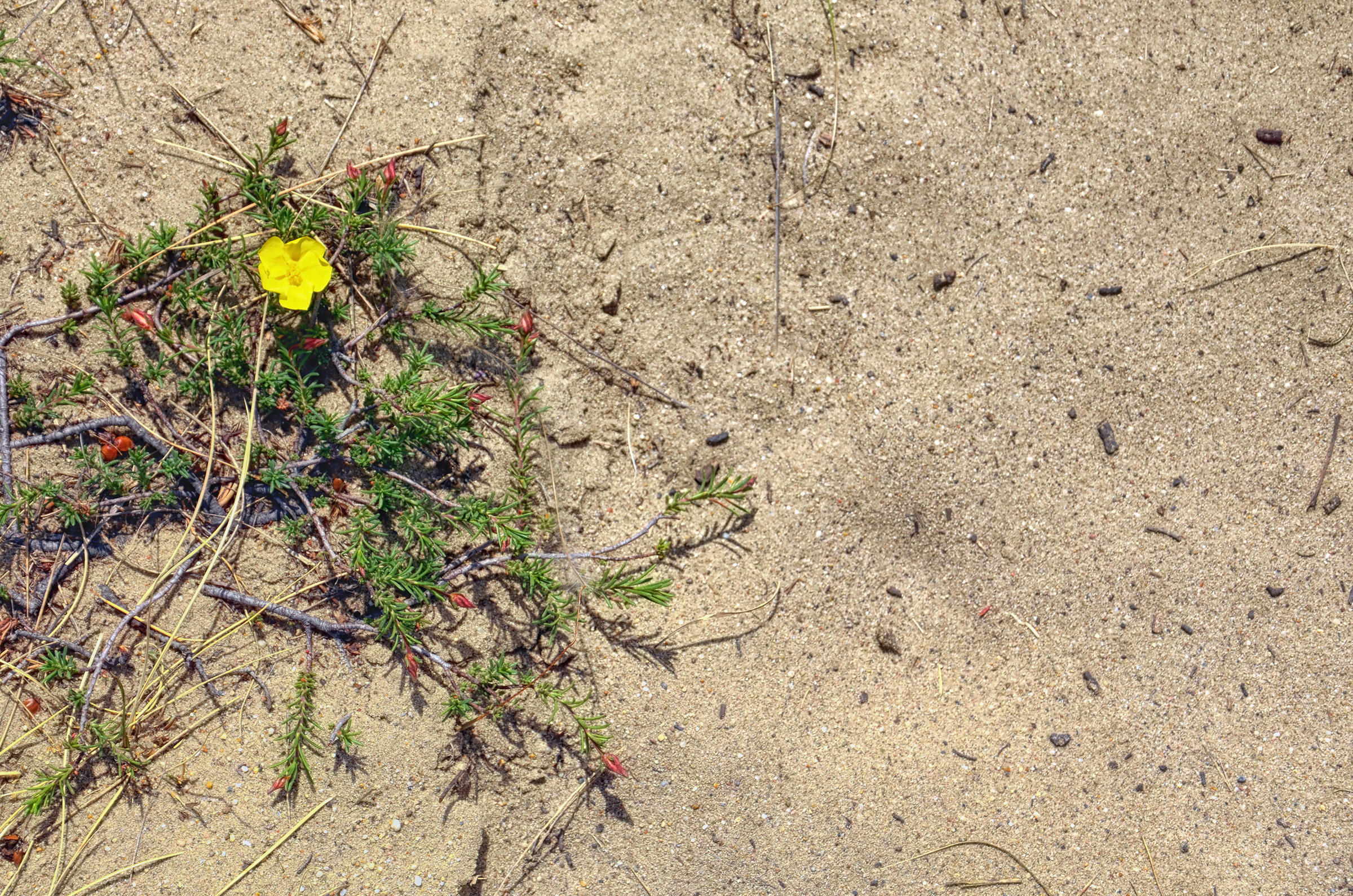
Flora in een duingebied
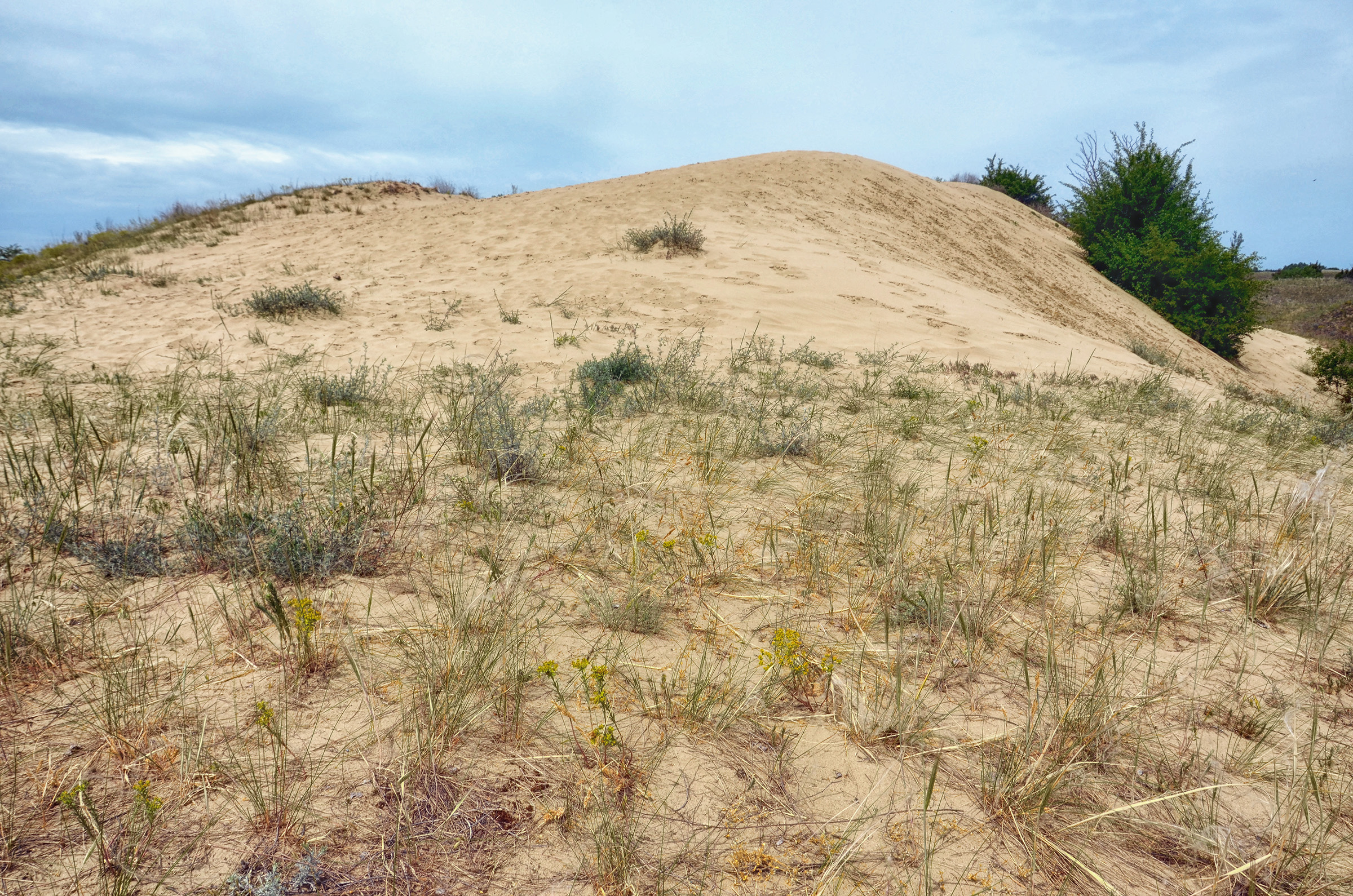
Fülöpháza-duinen
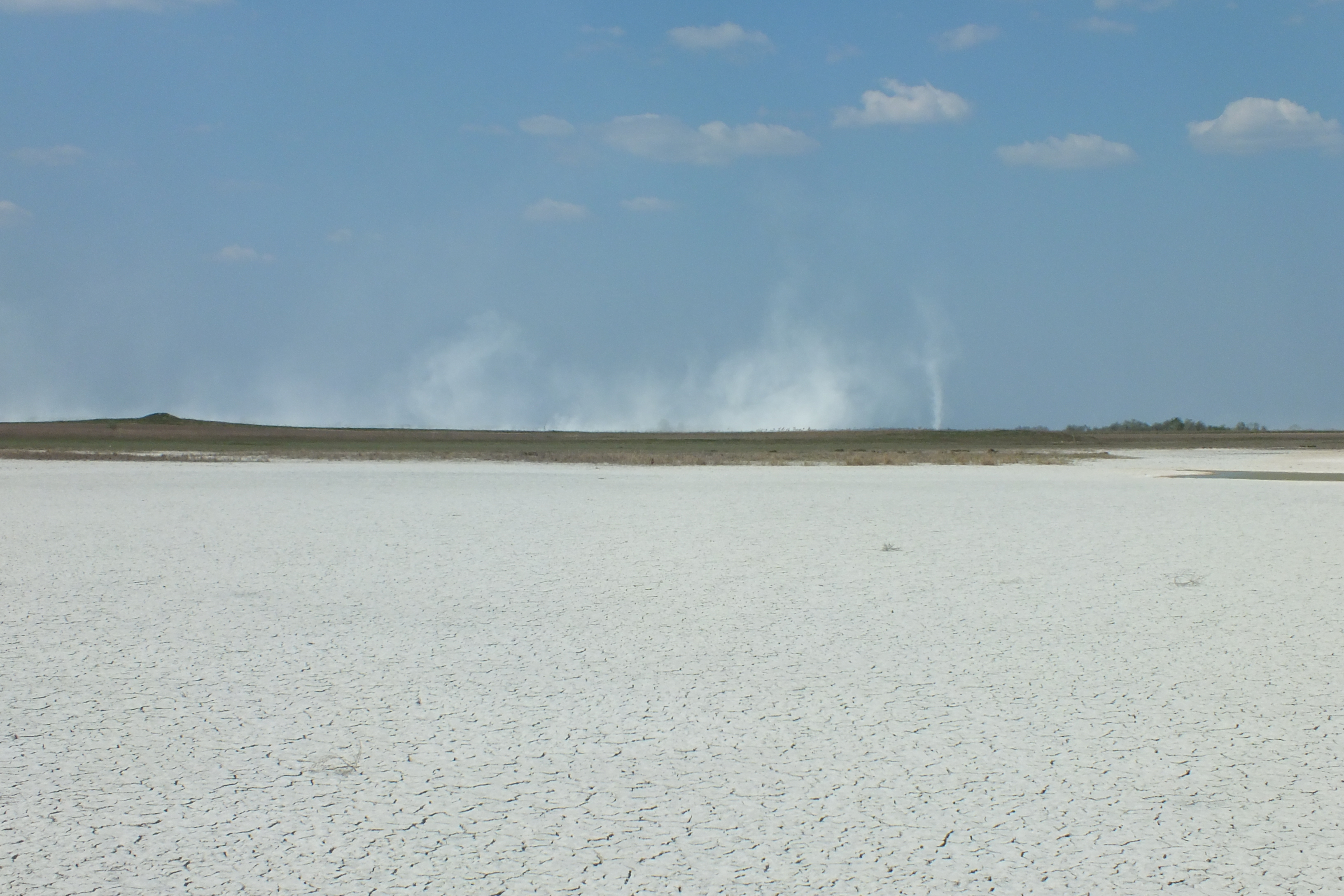
Geisereruptie